# Ким Су Ён
Суён Ким (нем. Suyoen Kim; Sou-Yen Kim; род. 12 ноября 1987, Мюнстер, Германия) — немецкая скрипачка корейского происхождения.

## Учёба
Первые уроки на скрипке получила в пятилетнем возрасте у педагога Хуссама Майяса (Houssam Mayas), в девять лет она стала самой юной в Германии ученицей консерватории — в Мюнстерской высшей школы музыки у профессора Хельге Златто (Helge Slaatto).
Получала мастер-классы у педагогов Иды Гендель, Райнера Куссмауля и Анны Чумаченко. С зимнего семестра 2008/2009 продолжила образование у известной в Германии педагога Анны Чумаченко в Мюнхенской высшей школе музыки.

## Концертная деятельность
В качестве солистки выступала с различными оркестрами мира: с российским Оркестром Государственного Эрмитажа, Сеулским, Мюнхенским и Бохумским симфоническими оркестрами, Копенгагенским, Аугсбургским и Баден-Баденским филармоническими, Камерным оркестром Баварской филармонии, а также филармоническим оркестром Страсбурга.
Сотрудничала с такими дирижёрами как: Чон Мён Хун, Стивен Слоун, Петер Ружичка, Ян Лотам-Кёниг, Вальтер Веллер и Курт Мазур.

## Премии и награды
- В 1999 и 2000 годах получила Первую премию и Золотую медаль на датском молодёжном конкурсе газеты «Berlingske Tidende» в Копенгагене.
- 2001 Победила на всегерманском молодёжном конкурсе «Jugend Musiziert»
- 2002 Получила премию Германского общества поддержки академических обменов (DAAD)
- В 2003 году выиграла 1-ю премию Международного конкурса скрипачей имени Леопольда Моцарта в Аугсбурге, а также Приз публики и Приз за лучшую интерпретацию современной музыки
- 2005 — Премия федеральной земли Северный Рейн — Вестфалия
- 2006 — Международный конкурс скрипачей имени Йозефа Иоахима в Ганновере — 1-я премия.
- 2009 — лауреат (4-я премия) Конкурса имени королевы Елизаветы в Брюсселе

Стипендиатка «Вестфальского Общества поддержки культуры» (Мюнстер) и всегерманского Фонда имени Конрада Аденауэра
Суён Ким играет на скрипке Camillus Camilli (Mantua, 1742) из Собрания инструментов Германского федерального музыкального Фонда, в качестве поощрительного приза за победу на «Jugend Musiziert-2001».